# Tipula subnata
Tipula subnata är en tvåvingeart som beskrevs av Alexander 1949. Tipula subnata ingår i släktet Tipula och familjen storharkrankar. Inga underarter finns listade i Catalogue of Life.